# Dallas Taylor (baterista)
Dallas Woodrow Taylor Jr. (Denver, 7 de abril de 1948-Los Ángeles, 18 de enero de 2015) fue un batería de estudio, que tocó con multitud de grabaciones de rock de la década de los 60 y 70.

## Biografía
Taylor nació en Denver aunque creció en San Antonio (Texas). Consiguió cierto renombre en el seno de la banda de los 60 Clear Light, pero es conocido por ser el batería en el disco de debut de Crosby, Stills and Nash, Crosby, Stills & Nash (1969) y su aparición en el disco de Neil Young, Déjà Vu (1970), y recibió un crédito de portada junto con el bajista de Motown Greg Reeves.
También intervino en el disco homónimo de Stephen Stills en 1970, y el seiguiente Stephen Stills 2, y estuvo de gira con Memphis Horns, hasta formar parte del grupo de Stills Manassas en 1972 y 1973. También aparece en el álbum en solitario de Stills de 1975 Stills. En 1974 tocó junto a Van Morrison en el Montreux Jazz Festival de 1874 en un cuarteto junto al teclista Pete Wingfield y el bajista Jerome Rimson. También apreció brevemente a mediados de los 70 siendo el batería en la gira de Paul Butterfield. En 2006, se publicó un DVD de este concierto y que se llamó Live at Montreux 1980/1974.
Otras apariciones suyas son en el debut de Graham Nash de 1971 Songs For Beginners, y como percusionista en el álbum de reunión de los the Byrds, Byrds de 1973. 
Taylor murió el 18 de enero de 2015, por complicaciones por neumonía viral y enfermedad renal, a los 66 años.

## Discografía
- Clear Light
- Crosby, Stills & Nash
- John B. Sebastian
- Déjà Vu
- Stephen Stills
- The Four of Us
- Ohio Knox
- Songs For Beginners
- Stephen Stills 2
- Windmills
- Manassas
- Byrds
- Down The Road
- Monkey Grip
- Stills
- Stone Alone
- Nine on a Ten Scale